# Émilien Tchan Bi Chan
Émilien Aurel Tchan Bi Chan (* 28. Mai 1996) ist ein ehemaliger ivorischer Leichtathlet, der sich auf den Sprint spezialisiert hat. Mit der ivorischen 4-mal-100-Meter-Staffel wurde er 2016 in Durban Vizeafrikameister und feierte damit seinen größten sportlichen Erfolg.

## Sportliche Laufbahn
Erste Erfahrungen bei internationalen Meisterschaften sammelte Émilien Tchan Bi Chan im Jahr 2013, als er bei den Jugendafrikameisterschaften in Warri in 11,35 s den sechsten Platz im 100-Meter-Lauf belegte und über 200 Meter mit 23,46 s im Vorlauf ausschied. 2015 schied er bei den Juniorenafrikameisterschaften in Addis Abeba mit 10,95 s im Halbfinale über 100 Meter aus, wie auch im 200-Meter-Lauf mit 21,94 s. Zudem belegte er dort mit der ivorischen 4-mal-100-Meter-Staffel in 41,46 s den vierten Platz. Anschließend schied er bei den Afrikaspielen in Brazzaville mit 21,62 s im Semifinale über 200 Meter aus. Im Jahr darauf schied er bei den Afrikameisterschaften in Durban mit 21,72 s erneut im Halbfinale über 200 Meter aus und gewann im Staffelbewerb in 38,98 s gemeinsam mit Arthur Cissé, Hua Wilfried Koffi und Ben Youssef Meïté die Silbermedaille hinter dem südafrikanischen Team. 2017 schied er bei den Islamic Solidarity Games in Baku mit 10,66 s und 21,45 s jeweils im Halbfinale über 100 und 200 Meter aus und gewann mit der Staffel in 39,82 s die Bronzemedaille hinter  den Teams aus Bahrain und der Türkei. Anschließend belegte er bei den Spielen der Frankophonie in Abidjan in 10,53 s den fünften Platz über 100 Meter und gelangte mit 21,43 s auf Rang sieben über 200 Meter. Zudem siegte er in 39,39 s im Staffelbewerb. Anschließend zog er für eine Ausbildung in die Vereinigten Staaten, ehe er 2022 seine aktive sportliche Karriere im Alter von 26 Jahren beendete.

## Persönliche Bestzeiten
- 100 Meter: 10,27 s (+1,4 m/s), 2. April 2022 in Wichita
  - 60 Meter (Halle): 6,70 s, 4. März 2022 in Pittsburg
- 200 Meter: 20,79 s (+0,2 m/s), 12. Mai 2021 in Levelland